# Kurzbahneuropameisterschaften 2007
| Kurzbahneuropameisterschaften 2007 | Kurzbahneuropameisterschaften 2007 |
| ---------------------------------- | ---------------------------------- |
| Veranstaltungsort                  | Debrecen                           |
| Teilnehmende Nationen              | 39                                 |
| Teilnehmende Athleten              | 470                                |
| Entscheidungen                     | 38                                 |
| Eröffnung                          | 13. Dezember 2007                  |
| Abschluss                          | 16. Dezember 2007                  |

| Medaillenspiegel | Medaillenspiegel | Medaillenspiegel | Medaillenspiegel | Medaillenspiegel | Medaillenspiegel |
| Platz            | Land             | G                | S                | B                | Gesamt           |
| ---------------- | ---------------- | ---------------- | ---------------- | ---------------- | ---------------- |
| 1                | Deutschland      | 5                | 7                | 7                | 19               |
| 2                | Russland         | 5                | 4                | 3                | 12               |
| 3                | Frankreich       | 5                | 3                | 5                | 13               |
| 4                | Ungarn           | 4                | 2                | 3                | 9                |
| 5                | Schweden         | 4                | 2                | 2                | 8                |
| 6                | Polen            | 3                | 3                | 2                | 8                |
| 7                | Niederlande      | 3                | 2                | 3                | 8                |
| 8                | Italien          | 2                | 3                | 4                | 9                |
| 9                | Slowenien        | 2                | 0                | 1                | 3                |
|                  | Ukraine          | 2                | 0                | 1                | 3                |
| 11               | Serbien          | 2                | 0                | 0                | 2                |
| 12               | Österreich       | 1                | 3                | 1                | 5                |
| 13               | Kroatien         | 1                | 3                | 0                | 4                |
| 14               | Dänemark         | 1                | 0                | 0                | 1                |
|                  | Finnland         | 1                | 0                | 0                | 1                |
| 16               | Spanien          | 0                | 2                | 2                | 4                |
| 17               | Norwegen         | 0                | 1                | 0                | 1                |
| 18               | Bulgarien        | 0                | 0                | 2                | 2                |
|                  | Griechenland     | 0                | 0                | 2                | 2                |

Die Kurzbahneuropameisterschaften 2007 im Schwimmen fanden vom 13.–16. Dezember 2007 in Debrecen (Ungarn) statt und wurden vom europäischen Schwimmverband LEN organisiert. Für die Europameisterschaften wurde eigens eine neue Schwimmhalle gebaut, die im Oktober 2006 eröffnet wurde.

## Teilnehmer
Nur 39 der 51 LEN-Mitglieder entsandten Athleten zu den Kurzbahneuropameisterschaften 2007.
| - Armenien - Belgien - Bulgarien - Dänemark - Deutschland - Estland - Finnland - Frankreich - Griechenland - Irland - Island - Israel - Italien - Kroatien - Lettland - Litauen - Luxemburg - Nordmazedonien - Montenegro | - Niederlande - Norwegen - Österreich - Polen - Portugal - Russland - Schweden - Schweiz - Serbien - Slowakei - Slowenien - Spanien - Tschechien - Türkei - Ukraine - Ungarn - Vereinigtes Königreich - Belarus - Zypern |

## Schwimmen Männer

### Freistil

#### 50 m Freistil
Finale am 13. Dezember
| Platz | Land        | Athlet          | Zeit  |
| ----- | ----------- | --------------- | ----- |
| 1     | Schweden    | Stefan Nystrand | 21,11 |
| 2     | Kroatien    | Duje Draganja   | 21,23 |
| 3     | Frankreich  | Alain Bernard   | 21,57 |
| 4     | Schweden    | Petter Stymne   | 21,60 |
| 5     | Deutschland | Steffen Deibler | 21,83 |
| 6     | Russland    | Sergei Fessikow | 21,96 |
| 7     | Frankreich  | David Maitre    | 21,97 |
| 8     | Finnland    | Matti Rajakylae | 22,03 |

#### 100 m Freistil
Finale am 15. Dezember
| Platz | Land        | Athlet          | Zeit  |
| ----- | ----------- | --------------- | ----- |
| 1     | Frankreich  | Alain Bernard   | 46,39 |
| 2     | Schweden    | Stefan Nystrand | 46,73 |
| 3     | Italien     | Filippo Magnini | 46,90 |
| 4     | Ukraine     | Jurij Jehoschyn | 47,65 |
| 5     | Schweden    | Petter Stymne   | 47,73 |
| 6     | Dänemark    | Jakob Andkjær   | 47,82 |
| 7     | Deutschland | Steffen Deibler | 47,90 |
| 8     | Frankreich  | Amaury Leväux   | 47,97 |

#### 200 m Freistil
Finale am 16. Dezember
| Platz | Land        | Athlet                | Zeit    |
| ----- | ----------- | --------------------- | ------- |
| 1     | Italien     | Filippo Magnini       | 1:43,50 |
| 2     | Deutschland | Paul Biedermann       | 1:43,60 |
| 3     | Polen       | Paweł Korzeniowski    | 1:44,05 |
| 4     | Italien     | Massimiliano Rosolino | 1:45,29 |
| 5     | Deutschland | Stefan Herbst         | 1:46,07 |
| 6     | Ungarn      | Gergő Kis             | 1:46,22 |
| 7     | Israel      | Shai Livnat           | 1:46,53 |
| 8     | Polen       | Łukasz Gąsior         | 1:46,81 |

#### 400 m Freistil
Finale am 13. Dezember
| Platz | Land        | Athlet                | Zeit    |
| ----- | ----------- | --------------------- | ------- |
| 1     | Polen       | Paweł Korzeniowski    | 3:38,72 |
| 2     | Deutschland | Paul Biedermann       | 3:38,76 |
| 3     | Ungarn      | Gergő Kis             | 3:39,52 |
| 4     | Italien     | Federico Colbertaldo  | 3:40,83 |
| 5     | Polen       | Przemysław Stańczyk   | 3:41,63 |
| 6     | Italien     | Massimiliano Rosolino | 3:42,34 |
| 7     | Russland    | Vitaly Romanovich     | 3:43,96 |
| 8     | Österreich  | Dominik Koll          | 3:44,49 |

#### 1500 m Freistil
Finale am 15. Dezember
| Platz | Land       | Athlet               | Zeit     |
| ----- | ---------- | -------------------- | -------- |
| 1     | Polen      | Mateusz Sawrymowicz  | 14:24,54 |
| 2     | Ungarn     | Gergő Kis            | 14:29,58 |
| 3     | Italien    | Federico Colbertaldo | 14:31,31 |
| 4     | Polen      | Przemysław Stańczyk  | 14:40,04 |
| 5     | Belgien    | Tom Vangeneugden     | 14:45,73 |
| 6     | Dänemark   | Mads Gläsner         | 14:53,86 |
| 7     | Frankreich | Anthony Pannier      | 14:55,84 |
| 8     | Österreich | David Brandl         | 14:56,05 |

### Schmetterling

#### 50 m Schmetterling
Finale am 16. Dezember
| Platz | Land        | Athlet               | Zeit  |
| ----- | ----------- | -------------------- | ----- |
| 1     | Serbien     | Milorad Čavić        | 22,89 |
| 2     | Russland    | Jewgeni Korotyschkin | 22,90 |
| 3     | Deutschland | Johannes Dietrich    | 22,94 |
| 4     | Kroatien    | Duje Draganja        | 23,24 |
| 5     | Spanien     | Rafael Muñoz Pérez   | 23,30 |
| 6     | Dänemark    | Jakob Andkjær        | 23,35 |
| 7     | Finnland    | Matti Rajakylae      | 23,45 |
| 8     | Kroatien    | Mario Todorović      | 23,49 |

#### 100 m Schmetterling
Finale am 14. Dezember
| Platz | Land      | Athlet               | Zeit  |
| ----- | --------- | -------------------- | ----- |
| 1     | Serbien   | Milorad Čavić        | 50,53 |
| 2     | Russland  | Jewgeni Korotyschkin | 50,59 |
| 3     | Slowenien | Peter Mankoč         | 50,62 |
| 4     | Spanien   | Rafael Muñoz Pérez   | 51,28 |
| 5     | Kroatien  | Duje Draganja        | 51,53 |
| 6     | Serbien   | Ivan Lendjer         | 51,70 |
| 7     | Ukraine   | Andriy Serdinov      | 51,95 |
| 8     | Kroatien  | Mario Todorović      | 52,06 |

#### 200 m Schmetterling
Finale am 15. Dezember
| Platz | Land         | Athlet             | Zeit    |
| ----- | ------------ | ------------------ | ------- |
| 1     | Ungarn       | László Cseh        | 1:51,55 |
| 2     | Polen        | Paweł Korzeniowski | 1:51,61 |
| 3     | Griechenland | Ioannis Drymonakos | 1:54,28 |
| 4     | Frankreich   | Christophe Lebon   | 1:55,08 |
| 5     | Österreich   | Dinko Jukić        | 1:55,47 |
| 6     | Russland     | Maxim Ganikhin     | 1:55,83 |
| 7     | Belgien      | Mathieu Fonteyn    | 1:56,13 |
| 8     | Portugal     | Diogo Carvalho     | 1:56,54 |

### Rücken

#### 50 m Rücken
Finale am 14. Dezember
| Platz | Land        | Athlet                  | Zeit  |
| ----- | ----------- | ----------------------- | ----- |
| 1     | Deutschland | Thomas Rupprath         | 23,43 |
| 2     | Deutschland | Helge Meeuw             | 23,59 |
| 3     | Spanien     | Aschwin Wildeboer Faber | 23,75 |
| 4     | Russland    | Stanislaw Donez         | 23,86 |
| 5     | Slowakei    | Ľuboš Križko            | 23,98 |
| 6     | Island      | Örn Arnarson            | 24,05 |
| 7     | Israel      | Guy Barnä               | 24,21 |
| 8     | Schweiz     | Flori Lang              | 24,41 |

#### 100 m Rücken
Finale am 16. Dezember
| Platz | Land        | Athlet                  | Zeit       |
| ----- | ----------- | ----------------------- | ---------- |
| 1     | Russland    | Stanislaw Donez         | 50,61 (CR) |
| 2     | Österreich  | Markus Rogan            | 51,12      |
| 3     | Deutschland | Helge Meeuw             | 51,56      |
| 4     | Spanien     | Aschwin Wildeboer Faber | 51,74      |
| 5     | Island      | Örn Arnarson            | 51,96      |
| 6     | Israel      | Guy Barnea              | 52,09      |
| 7     | Frankreich  | Benjamin Stasiulis      | 52,62      |
| 8     | Frankreich  | Pierre Roger            | 52,75      |

#### 200 m Rücken
Finale am 13. Dezember
| Platz | Land        | Athlet                  | Zeit         |
| ----- | ----------- | ----------------------- | ------------ |
| 1     | Österreich  | Markus Rogan            | 1:49,86 (ER) |
| 2     | Russland    | Stanislaw Donez         | 1:51,94      |
| 3     | Spanien     | Aschwin Wildeboer Faber | 1:52,12      |
| 4     | Frankreich  | Pierre Roger            | 1:52,72      |
| 5     | Frankreich  | Benjamin Stasiulis      | 1:53,08      |
| 6     | Österreich  | Sebastian Stoss         | 1:53,99      |
| 7     | Deutschland | Helge Meeuw             | 1:55,05      |
| 8     | Deutschland | Stefan Herbst           | 1:55,81      |

### Brust

#### 50 m Brust
Finale am 15. Dezember
| Platz | Land                   | Athlet             | Zeit  |
| ----- | ---------------------- | ------------------ | ----- |
| 1     | Ukraine                | Oleh Lissohor      | 26,75 |
| 2     | Norwegen               | Aleksander Hetland | 26,95 |
| 3     | Italien                | Alessandro Terrin  | 27,09 |
| 4     | Slowenien              | Matjaz Markic      | 27,12 |
| 5     | Norwegen               | Alexander Dale Oen | 27,16 |
| 6     | Vereinigtes Königreich | Christopher Cook   | 27,28 |
|       | Israel                 | Michael Malul      | 27,28 |
| 8     | Finnland               | Eetu Karvonen      | 27,43 |

#### 100 m Brust
Finale am 14. Dezember
| Platz | Land        | Athlet              | Zeit  |
| ----- | ----------- | ------------------- | ----- |
| 1     | Russland    | Grigori Falko       | 58,57 |
|       | Ukraine     | Ihor Boryssyk       | 58,57 |
| 3     | Bulgarien   | Michail Aleksandrow | 58,75 |
| 4     | Ukraine     | Oleh Lissohor       | 58,79 |
| 5     | Norwegen    | Alexander Dale Oen  | 58,81 |
| 6     | Niederlande | Robin Van Aggele    | 58,88 |
| DSQ   | Russland    | Dmitri Komornikow   |       |
| DSQ   | Italien     | Alessandro Terrin   |       |

#### 200 m Brust
Finale am 16. Dezember
| Platz | Land       | Athlet              | Zeit         |
| ----- | ---------- | ------------------- | ------------ |
| 1     | Ungarn     | Dániel Gyurta       | 2:05,49 (ER) |
| 2     | Italien    | Paolo Bossini       | 2:05,82      |
| 3     | Bulgarien  | Michail Aleksandrow | 2:06,91      |
| 4     | Dänemark   | Chris Christensen   | 2:07,45      |
| 5     | Irland     | Andrew Bree         | 2:08,23      |
| 6     | Tschechien | Jiri Jedlicka       | 2:08,47      |
| DSQ   | Russland   | Grigori Falko       |              |
| DSQ   | Norwegen   | Alexander Dale Oen  |              |

### Lagen

#### 100 m Lagen
Finale am 16. Dezember
| Platz | Land        | Athlet              | Zeit  |
| ----- | ----------- | ------------------- | ----- |
| 1     | Slowenien   | Peter Mankoč        | 52,88 |
| 2     | Deutschland | Thomas Rupprath     | 53,46 |
| 3     | Russland    | Sergei Fessikow     | 54,12 |
| 4     | Frankreich  | Antonie Galavtine   | 54,18 |
| 5     | Kroatien    | Sasa Impric         | 54,61 |
| 6     | Litauen     | Vytautas Janušaitis | 54,70 |
| 7     | Estland     | Martin Liivamägi    | 54,96 |
| 8     | Schweden    | Per Nylin           | 55,04 |

#### 200 m Lagen
Finale am 13. Dezember
| Platz | Land     | Athlet             | Zeit         |
| ----- | -------- | ------------------ | ------------ |
| 1     | Ungarn   | László Cseh        | 1:52,99 (WR) |
| 2     | Kroatien | Sasa Impric        | 1:57,48      |
| 3     | Russland | Alexander Tichonow | 1:57,59      |
| 4     | Portugal | Diogo Carvalho     | 1:57,99      |
| 5     | Estland  | Martin Liivamägi   | 1:58,11      |
| 6     | Italien  | Alessio Boggiatto  | 1:58,24      |
| 7     | Russland | Alexei Sazepin     | 1:58,37      |
| 8     | Schweden | Erik Samuelsson    | 2:00,35      |

#### 400 m Lagen
Finale am 14. Dezember
| Platz | Land                   | Athlet             | Zeit         |
| ----- | ---------------------- | ------------------ | ------------ |
| 1     | Ungarn                 | László Cseh        | 3:59,33 (WR) |
| 2     | Italien                | Luca Marin         | 4:04,10      |
| 3     | Griechenland           | Ioannis Drymonakos | 4:05,08      |
| 4     | Ungarn                 | Gergő Kis          | 4:05,12      |
| 5     | Polen                  | Mateusz Matczak    | 4:09,07      |
| 6     | Russland               | Alexander Tichonow | 4:09,54      |
| 7     | Italien                | Alessio Boggiatto  | 4:09,83      |
| 8     | Vereinigtes Königreich | Lewis Smith        | 4:10,70      |

### Staffel

#### Staffel 4 × 50 m Freistil
Finale am 16. Dezember
| Platz | Land                   | Athleten                                                                | Zeit         |
| ----- | ---------------------- | ----------------------------------------------------------------------- | ------------ |
| 1     | Schweden               | - Petter Stymne - Marcus Piehl - Per Nylin - Stefan Nystrand            | 1:24,19 (WR) |
| 2     | Frankreich             | - Antoine Galavtine - Alain Bernard - David Maitre - Amaury Leveaux     | 1:24,98      |
| 3     | Deutschland            | - Steffen Deibler - Stefan Herbst - Johannes Dietrich - Thomas Rupprath | 1:26,46      |
| 4     | Russland               |                                                                         | 1:26,80      |
| 5     | Kroatien               |                                                                         | 1:27,19      |
| 6     | Finnland               |                                                                         | 1:27,75      |
| 7     | Vereinigtes Königreich |                                                                         | 1:28,11      |
| DSQ   | Niederlande            |                                                                         |              |

#### Staffel 4 × 50 m Lagen
Finale am 13. Dezember
| Platz | Land        | Athleten                                                                       | Zeit    |
| ----- | ----------- | ------------------------------------------------------------------------------ | ------- |
| 1     | Deutschland | - Thomas Rupprath - Markus Deibler - Johannes Dietrich - Steffen Deibler       | 1:34,39 |
| 2     | Russland    | - Stanislaw Donez - Dmitri Komornikow - Jewgeni Korotyschkin - Sergei Fessikow | 1:34,99 |
| 3     | Niederlande | - Nick Driebergen - Robin Van Aggele - Bastiaan Tamminga - Mitja Zastrow       | 1:35,35 |
| 4     | Spanien     |                                                                                | 1:35,60 |
| 5     | Ukraine     |                                                                                | 1:35,66 |
| 6     | Schweden    |                                                                                | 1:36,72 |
| 7     | Finnland    |                                                                                | 1:36,98 |
| 8     | Israel      |                                                                                | 1:37,18 |

## Schwimmen Frauen

### Freistil

#### 50 m Freistil
Finale am 16. Dezember
| Platz | Land        | Athlet                | Zeit  |
| ----- | ----------- | --------------------- | ----- |
| 1     | Niederlande | Marleen Veldhuis      | 23,77 |
| 2     | Deutschland | Britta Steffen        | 23,80 |
| 3     | Niederlande | Hinkelien Schreuder   | 24,29 |
| 4     | Frankreich  | Malia Metella         | 24,44 |
| 5     | Schweden    | Anna-Karin Kammerling | 24,46 |
| 6     | Polen       | Agata Korc            | 24,52 |
| 7     | Deutschland | Dorothea Brandt       | 24,56 |
| 8     | Frankreich  | Céline Couderc        | 24,74 |

#### 100 m Freistil
Finale am 14. Dezember
| Platz | Land        | Athlet              | Zeit  |
| ----- | ----------- | ------------------- | ----- |
| 1     | Deutschland | Britta Steffen      | 52,20 |
| 2     | Niederlande | Marleen Veldhuis    | 52,30 |
| 3     | Schweden    | Josefin Lillhage    | 52,84 |
| 4     | Frankreich  | Alena Popchanka     | 53,60 |
| 5     | Frankreich  | Malia Metella       | 53,62 |
| 6     | Niederlande | Femke Heemskerk     | 53,67 |
| 7     | Finnland    | Hanna-Maria Seppälä | 54,06 |
| 8     | Deutschland | Petra Dallmann      | 54,10 |

#### 200 m Freistil
Finale am 16. Dezember
| Platz | Land        | Athlet              | Zeit    |
| ----- | ----------- | ------------------- | ------- |
| 1     | Schweden    | Josefin Lillhage    | 1:53,55 |
| 2     | Frankreich  | Laure Manaudou      | 1:54,15 |
| 3     | Frankreich  | Coralie Balmy       | 1:54,43 |
| 4     | Ungarn      | Evelyn Verrasztó    | 1:55,23 |
| 5     | Italien     | Federica Pellegrini | 1:56,61 |
| 6     | Russland    | Kira Volodina       | 1:56,72 |
| 7     | Deutschland | Meike Freitag       | 1:56,80 |
| 8     | Schweden    | Gabriella Fagundez  | 1:56,89 |

#### 400 m Freistil
Finale am 15. Dezember
| Platz | Land       | Athlet              | Zeit    |
| ----- | ---------- | ------------------- | ------- |
| 1     | Frankreich | Laure Manaudou      | 3:57,43 |
| 2     | Italien    | Federica Pellegrini | 4:00,78 |
| 3     | Ungarn     | Agnes Mutina        | 4:02,35 |
| 4     | Spanien    | Erika Villaécija    | 4;02,74 |
| 5     | Schweiz    | Flavia Rigamonti    | 4:03,77 |
| 6     | Frankreich | Coralie Balmy       | 4:04,06 |
| 7     | Schweden   | Gabriella Fagundez  | 4:05,12 |
| 8     | Österreich | Jördis Steinegger   | 4:05,78 |

#### 800 m Freistil
Finale am 14. Dezember
| Platz | Land                   | Athlet             | Zeit    |
| ----- | ---------------------- | ------------------ | ------- |
| 1     | Dänemark               | Lotte Friis        | 8:12,27 |
| 2     | Spanien                | Erika Villaécija   | 8:12,40 |
| 3     | Italien                | Alessia Filippi    | 8:12,84 |
| 4     | Schweiz                | Flavia Rigamonti   | 8:12,91 |
| 5     | Ungarn                 | Beatrix Boulsevicz | 2:07,58 |
| 6     | Frankreich             | Coralie Balmy      | 8:17,65 |
| 7     | Vereinigtes Königreich | Cassie Patten      | 8:20,25 |
| 8     | Frankreich             | Sophie Huber       | 8:23,43 |

### Schmetterling

#### 50 m Schmetterling
Finale am 14. Dezember
| Platz | Land        | Athlet                | Zeit  |
| ----- | ----------- | --------------------- | ----- |
| 1     | Schweden    | Anna-Karin Kammerling | 25,70 |
| 2     | Niederlande | Inge Dekker           | 25,74 |
| 3     | Niederlande | Hinkelien Schreuder   | 25,90 |
| 4     | Österreich  | Fabienne Nadarajah    | 26,13 |
| 5     | Dänemark    | Jeanette Ottesen      | 26,17 |
| 6     | Polen       | Agata Korc            | 26,68 |
| 7     | Israel      | Amit Ivry             | 26,75 |
| 8     | Belgien     | Kimberley Buys        | 27,02 |

#### 100 m Schmetterling
Finale am 16. Dezember
| Platz | Land        | Athlet             | Zeit       |
| ----- | ----------- | ------------------ | ---------- |
| 1     | Niederlande | Inge Dekker        | 56,82 (CR) |
| 2     | Frankreich  | Alena Popchanka    | 57,55      |
| 3     | Polen       | Otylia Jędrzejczak | 58,40      |
| 4     | Deutschland | Annika Mehlhorn    | 58,54      |
| 5     | Niederlande | Chantal Groot      | 58,55      |
| 6     | Ungarn      | Emese Kovacs       | 58,82      |
| 7     | Belgien     | Kimberly Buys      | 58,92      |
| DSQ   | Dänemark    | Jeanette Ottesen   |            |

#### 200 m Schmetterling
Finale am 13. Dezember
| Platz | Land                   | Athlet                 | Zeit    |
| ----- | ---------------------- | ---------------------- | ------- |
| 1     | Polen                  | Otylia Jędrzejczak     | 2:03,53 |
| 2     | Ungarn                 | Emese Kovacs           | 2:05,41 |
| 3     | Deutschland            | Annika Mehlhorn        | 2:06,53 |
| 4     | Vereinigtes Königreich | Terri Dunning          | 2:06,54 |
| 5     | Ungarn                 | Beatrix Boulsevicz     | 2:07,58 |
| 6     | Frankreich             | Aurore Mongel          | 2:07,94 |
| 7     | Spanien                | Mireia Belmonte García | 2:08,36 |
| 8     | Vereinigtes Königreich | Cassie Patten          | 2:08,56 |

### Rücken

#### 50 m Rücken
Finale am 15. Dezember
| Platz | Land                   | Athlet                   | Zeit  |
| ----- | ---------------------- | ------------------------ | ----- |
| 1     | Kroatien               | Sanja Jovanović          | 26,50 |
| 2     | Deutschland            | Janine Pietsch           | 27,11 |
| 3     | Österreich             | Fabienne Nadarajah       | 27,50 |
| 4     | Israel                 | Anna Gostomelsky         | 27,54 |
| 5     | Belarus                | Aljaksandra Herassimenja | 27,56 |
| 6     | Russland               | Anastassija Sujewa       | 27,75 |
| 7     | Spanien                | Nina Schiwanewskaja      | 27,89 |
| 8     | Vereinigtes Königreich | Katy Sexton              | 28,11 |

#### 100 m Rücken
Finale am 14. Dezember
| Platz | Land                   | Athlet              | Zeit  |
| ----- | ---------------------- | ------------------- | ----- |
| 1     | Frankreich             | Laure Manaudou      | 57,34 |
| 2     | Kroatien               | Sanja Jovanović     | 57,94 |
| 3     | Deutschland            | Janine Pietsch      | 58,15 |
| 4     | Israel                 | Anna Gostomelsky    | 58,72 |
| 5     | Slowenien              | Anja Carman         | 58,98 |
| 6     | Vereinigtes Königreich | Katy Sexton         | 58,99 |
| 7     | Ungarn                 | Nikolett Szepesi    | 59,51 |
| 8     | Ukraine                | Iryna Amschennikowa | 59,68 |

#### 200 m Rücken
Finale am 16. Dezember
| Platz | Land        | Athlet                     | Zeit    |
| ----- | ----------- | -------------------------- | ------- |
| 1     | Slowenien   | Anja Carman                | 2:05,20 |
| 2     | Frankreich  | Esther Baron               | 2:05,57 |
| 3     | Ukraine     | Iryna Amschennikowa        | 2:05,98 |
| 4     | Frankreich  | Alexianne Castel           | 2:07,02 |
| 5     | Spanien     | Escarlata Bernard Gonzalez | 2:07,90 |
| 6     | Ungarn      | Nikolett Szepesi           | 2:08,43 |
| 7     | Spanien     | Duane Da Rocha Marce       | 2:09,44 |
| 8     | Deutschland | Jenny Mensing              | 2:10,99 |

### Brust

#### 50 m Brust
Finale am 13. Dezember
| Platz | Land         | Athlet            | Zeit  |
| ----- | ------------ | ----------------- | ----- |
| 1     | Russland     | Julija Jefimowa   | 30,33 |
|       | Deutschland  | Janne Schäfer     | 30,33 |
| 3     | Deutschland  | Sarah Poewe       | 30,80 |
| 4     | Österreich   | Mirna Jukić       | 30,90 |
| 5     | Finnland     | Katja Lehtonen    | 31,21 |
| 6     | Russland     | Jelena Bogomasowa | 31,27 |
| 7     | Griechenland | Angeliki Exarchou | 31,40 |
| DSQ   | Schweden     | Hanna Westrin     |       |

#### 100 m Brust
Finale am 16. Dezember
| Platz | Land        | Athlet                    | Zeit    |
| ----- | ----------- | ------------------------- | ------- |
| 1     | Russland    | Julija Jefimowa           | 1:04,95 |
| 2     | Österreich  | Mirna Jukić               | 1:06,57 |
| 3     | Russland    | Jelena Bogomasowa         | 1:06,72 |
| 4     | Schweden    | Hannah Westrin            | 1:07,46 |
| 5     | Ungarn      | Ágnes Kovács              | 1:07,56 |
| 6     | Deutschland | Sarah Poewe               | 1:07,72 |
| 7     | Schweiz     | Patricia Humplik          | 1:07,78 |
| 8     | Frankreich  | Anne-Sophie Le Paranthoën | 1:08,16 |

#### 200 m Brust
Finale am 14. Dezember
| Platz | Land        | Athlet                | Zeit         |
| ----- | ----------- | --------------------- | ------------ |
| 1     | Russland    | Julija Jefimowa       | 2:19,08 (ER) |
| 2     | Österreich  | Mirna Jukić           | 2:20,92      |
| 3     | Deutschland | Anne Poleska          | 2:22,66      |
| 4     | Polen       | Beata Kamińska        | 2:25,00      |
| 5     | Russland    | Swetlana Karpejewa    | 2:25,07      |
| 6     | Norwegen    | Anne Mari Gulbrandsen | 2:25,70      |
| 7     | Dänemark    | Julie Hjorth-Hansen   | 2:25,92      |
| 8     | Deutschland | Simone Weiler         | 2:26,64      |

### Lagen

#### 100 m Lagen
Finale am 15. Dezember
| Platz | Land        | Athlet               | Zeit    |
| ----- | ----------- | -------------------- | ------- |
| 1     | Finnland    | Hanna-Maria Seppälä  | 1:00,23 |
| 2     | Polen       | Aleksandra Urbańczyk | 1:00,53 |
| 3     | Frankreich  | Sophie de Ronchi     | 1:00,56 |
| 4     | Niederlande | Hinkelien Schreuder  | 1:00,75 |
| 5     | Frankreich  | Camille Muffat       | 1:00,86 |
| 6     | Ungarn      | Evelyn Verrasztó     | 1:01,08 |
| 7     | Belarus     | Swjatlana Chachlowa  | 1:01,54 |
| 8     | Russland    | Darja Beljakina      | 1:01,86 |

#### 200 m Lagen
Finale am 13. Dezember
| Platz | Land        | Athlet               | Zeit    |
| ----- | ----------- | -------------------- | ------- |
| 1     | Frankreich  | Camille Muffat       | 2:09,05 |
| 2     | Polen       | Katarzyna Baranowska | 2:09,25 |
| 3     | Ungarn      | Evelyn Verrasztó     | 2:09,83 |
| 4     | Ungarn      | Katinka Hosszú       | 2:09,99 |
| 5     | Frankreich  | Sophie de Ronchi     | 2:10,44 |
| 6     | Polen       | Aleksandra Urbańczyk | 2:10,68 |
| 7     | Dänemark    | Julie Hjorth-Hansen  | 2:10,78 |
| 8     | Deutschland | Nicole Hetzer        | 2:11,74 |

#### 400 m Lagen
Finale am 16. Dezember
| Platz | Land       | Athlet                 | Zeit    |
| ----- | ---------- | ---------------------- | ------- |
| 1     | Italien    | Alessia Filippi        | 4:30,46 |
| 2     | Spanien    | Mireia Belmonte García | 4:31,06 |
| 3     | Frankreich | Camille Muffat         | 4:31,38 |
| 4     | Polen      | Katarzyna Baranowska   | 4:31,89 |
| 5     | Ungarn     | Katinka Hosszú         | 4:32,10 |
| 6     | Österreich | Joerdis Steinegger     | 4:36,22 |
| 7     | Dänemark   | Julie Hjorth-Hansen    | 4:36,48 |
| 8     | Frankreich | Cylia Vabre            | 4:42,22 |

### Staffel

#### Staffel 4 × 50 m Freistil
Finale am 14. Dezember
| Platz | Land        | Athleten                                                                        | Zeit         |
| ----- | ----------- | ------------------------------------------------------------------------------- | ------------ |
| 1     | Niederlande | - Inge Dekker - Hinkelien Schreuder - Ranomi Kromowidjojo - Marleen Veldhuis    | 1:34,82 (WR) |
| 2     | Deutschland | - Britta Steffen - Dorothea Brandt - Petra Dallmann - Meike Freitag             | 1:36,74      |
| 3     | Schweden    | - Claire Hedenskog - Anna-Karin Kammerling - Josefin Lillhage - Magdalena Kuras | 1:36,81      |
| 4     | Frankreich  |                                                                                 | 1:38,33      |
| 5     | Dänemark    |                                                                                 | 1:40,71      |
| 6     | Russland    |                                                                                 | 1:40,92      |
| 7     | Kroatien    |                                                                                 | 1:41,69      |
| 8     | Finnland    |                                                                                 | 1:42,29      |

- Die deutsche Staffel mit Britta Steffen, Dorothea Brandt, Petra Dallmann und Meike Freitag schwamm als bestes Team im Vorlauf in 1:37,55 Minuten einen deutschen Rekord.
- Die Schweizer Staffel schied als Vorlaufneunter aus.

#### Staffel 4 × 50 m Lagen
Finale am 15. Dezember
| Platz | Land        | Athleten                                                                       | Zeit         |
| ----- | ----------- | ------------------------------------------------------------------------------ | ------------ |
| 1     | Deutschland | - Janine Pietsch - Janne Schäfer - Annika Mehlhorn - Britta Steffen            | 1:46,67 (WR) |
| 2     | Schweden    | - Magdalena Kuras - Hanna Westrin - Anna-Karin Kammerling - Josefin Lillhage   | 1:48,07      |
| 3     | Frankreich  | - Laure Manaudou - Anne-Sophie Le Paranthoën - Alena Popchanka - Malia Metella | 1:48,39      |
| 4     | Ungarn      |                                                                                | 1:50,38      |
| 5     | Norwegen    |                                                                                | 1:50,41      |
| 6     | Finnland    |                                                                                | 1:50,43      |
| 7     | Kroatien    |                                                                                | 1:51,08      |
| 8     | Dänemark    |                                                                                | 1:52,09      |